# Жоан Прим
Жоан Прим і Пратс, маркіз Кастильєхос, граф Реус і віконт Брух (кат. Joan Prim i Prats, comte de Reus i vescomte del Bruc, 16 грудня 1814, Ревс — 30 грудня 1870) — іспанський генерал, президент ради міністрів Іспанії.

## Біографія
Народився 16 грудня 1814 в місті Ревс. Почав військову кар'єру волонтером в військах королеви Ізабелли; брав участь у першій війні проти карлістів і з 1839 грав видну роль в усіх політичних негараздів Іспанії. За взяття Сан-Мігеля був нагороджений орденом св. Фернана 1-го класу і потім отримав чин полковника. З 1841 був депутатом парламенту від Таррагона і начальником карабінерів в Арагоні.
У 1853 році призначений посланником до Константинополя і був при турецьких військах під час кампанії 1854 на Дунаї. У тому ж році став генерал-капітаном. Під час війни з Марокко в 1859—1860 роках відзначився близько Кастилееса і при Тетуане в битві при Вад-ель-Росс з бою опанував селом Амза, яка була ключовим пунктом ворожих позицій.

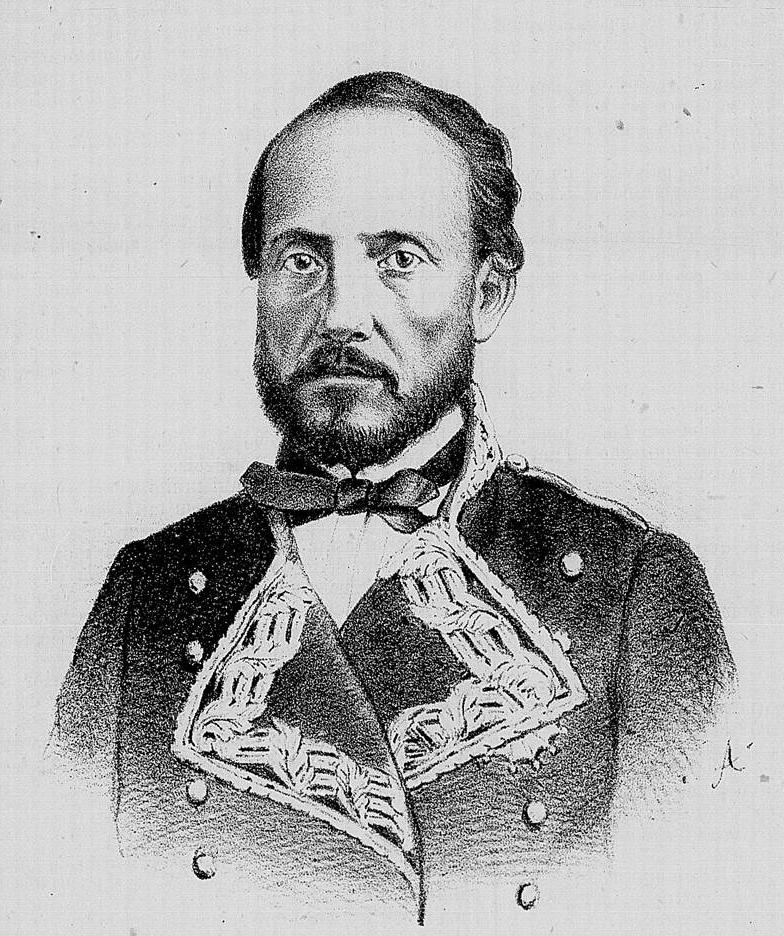
Жоан Прим

У 1861 році йому було доручено управління експедиційному загоном у Мексиці; там він зумів отримати ряд перемог, але бачачи безперспективність війни, поспішив позбавити Іспанію від цього сумнівного підприємства, уклавши в Соледаді з мексиканцями особливий договір.
Після повернення до Іспанії прим був призначений генерал-інспектором інженерів.
Притягнуто потім до відповіді з приводу складеної ним змови на користь з'єднання Іспанії та Португалії, зник за кордон; але в 1866 знову з'явився в Іспанії, спробував зробити військовий заколот в Мадриді, а коли спроба ця не вдалася — втік до Швейцарії.
У 1868 Прим повторив свою спробу, але вже серед військових моряків, і за допомогою флоту опанував Кадисом, Картахеною і Барселоною; коли ж королева втекла з Мадрида, вступив туди і прийняв на себе звання військового міністра, а 18 червня 1869 став президентом ради міністрів Іспанії.
Складени Примом план «Іберійського союзу» (обрання на вакантний іспанський престол Фердинанда II Португальського) не реалізований внаслідок протидії португальців. Тоді приймати запропонував корону Іспанії синові італійського короля герцогові Амаду д'Аоста, який зійшов на іспанський трон під ім'ям Амадея I.
У день від'їзду нового короля з Італії в Мадрид 27 грудня 1870 Прим зазнав нападу мадридських республіканців і, внаслідок важких поранень помер 30 грудня.
Його син, Хуан Прим і Агуеро, був дивізійним генералом іспанської армії.